# Escalier de service (film, 1954)
Pour les articles homonymes, voir Escalier de service.
Pour plus de détails, voir Fiche technique et Distribution.
Escalier de service est un film à sketches français réalisé par Carlo Rim, sorti en 1954.

## Synopsis
À bout de ressources et mourant de faim, Marie-Lou, une petite bonne est recueillie par Léo et ses amis squatters. La chaleur de leur accueil la met en confiance et elle leur raconte la vie de ses anciens patrons. La folie et le bruit qui régnaient chez les Dumery où monsieur était ministre. Le silence écrasant et insoutenable que l'on trouvait chez les Delecluze, monsieur étant bourreau. Chez les Béchard, monsieur et son fils Gaston la poursuivaient sous l'œil tolérant de madame. Le couple Berthier, monsieur auteur, madame, actrice, la met à la porte dès que la situation financière fut rétablie. Seul son séjour chez les Grimaldi lui permit de rencontrer Benvenuto, un jeune peintre génial, que Marie-Lou retrouve, lavé de toute accusation, après qu'on l'eut soupçonné d'être un faussaire. Les jeunes gens réunis, l'avenir leur appartient.

## Fiche technique
- Titre : Escalier de service
- Réalisation : Carlo Rim, assisté de Maurice Delbez
- Scénario : Carlo Rim
- Adaptation : Carlo Rim, Jean Levitte[1],[2]
- Dialogue : Carlo Rim
- Photographie : Robert Juillard
- Cadreur : Jean Lallier[3]
- Musique : Georges Van Parys (Éditions Musicales Transatlantiques)
- Décors : Serge Pimenoff, assisté de Jean Taillandier
- Robes : Jacques Heim
- Montage : Robert Isnardon et Monique Isnardon
- Son : Raymond Gauguier
- Scripte : Sylvette Baudrot
- Régisseur général : Irénée Leriche[4]
- Photographe de plateau : Jean Klissak[5]
- Tirage : Laboratoire G.T.C de Joinville
- Production : Paul Wagner, Alain Poiré
- Directeur de production : Robert Sussfeld[6]
- Sociétés de production : S.N.E.G Gaumont - Gaumont Actualité - Films Paul Wagner
- Distribution et ventes internationales : Gaumont (35 et 16 mm)
- Tournage : du 18 mars au 15 mai 1954 aux Studios de Billancourt
- Pays de production :  France
- Format : Noir et blanc - 35 mm - 1,37:1 - Mono Optiphone
- Genre : comédie dramatique
- Durée : 89 minutes
- Date de sortie : France, 16 août 1954
- Visa d'exploitation : 15199, délivré le 3 août 1954
- Entrées France : 2 351 428 (au 31-12-1954)

## Distribution
- Sketch de liaison
  - Etchika Choureau : Marie-Lou, bonne dans différentes maisons
  - Jean-Marc Thibault : Léo, le photographe ambulant
  - Gérard Blain : Un photographe copain de Léo
  - Estella Blain : Une copine de Léo
  - Claude Sylvain : Une copine de Léo
  - Evelyne Gabrielli : Une copine de Léo
  - Jacqueline Monsigny : Une copine de Léo
  - Christian Lude : Le passant photographié
  - Robert Lombard : Le photographe de mode, ami de Léo
  - Denise Kerny : La bonne du café
  - Max Desrau : Le client qui attend au café
  - Henri Coutet : Un voisin à sa fenêtre
  - Henri Belly : Un ami de Léo
  - Jacques Ferry : Un ami de Léo
  - Franck Maurice : Un spectateur au feu d'artifice
  - Robert Mercier : Un spectateur au feu d'artifice
  - François Joux : L'inspecteur expulseur
  - Guy Piérauld : Un pompier

- Sketch : les Dumeny
  - Sophie Desmarets : Mme Dumeny, la femme du ministre
  - Jacques Morel : Georges Dumeny, ministre d'état
  - Marthe Mercadier : Hortense Van de Putte, la cousine belge
  - Hélène Roussel : La secrétaire de Georges
  - Bernard Musson : Un homme qui attend Mr Dumeny dans l'antichambre
  - Jacques Legras : Un homme qui attend Mr Dumeny dans l'antichambre
  - Jean Sylvain : Un homme qui attend Mr Dumeny dans l'antichambre
  - Alain Bouvette : Le toiletteur pour chien
  - René Dupuy : Clément Van de Putte, le cousin belge
  - Edmond Ardisson : Le laveur
  - Luc Andrieux : Le serrurier
  - Marcel Méral : Le laitier
  - Serge Bento : Le livreur de la maison Heim
  - Le chien Azor

- Sketch : les Delécluze
  - Saturnin Fabre : Mr Delécluze, père et bourreau officiel
  - Héléna Manson : Mme Delécluze, mère
  - Yves Robert : Mr Courbessac, le gendre des "Delécluze"
  - Marcelle Arnold : Mme Courbessac

- Sketch : les Béchard
  - Jean Richard : Jules Béchard, mandataire aux halles
  - Junie Astor : Aline Béchard, la femme de Jules
  - Denise Grey : Mme Thévenot, la mère d'Aline
  - Alfred Adam : Albert, le cousin, garde républicain
  - Jean-Pierre Jaubert : Gaston Béchard, le fils
  - Robert Dalban : Le copain de Jules
  - Eugène Stuber : Un fort des halles

- Sketch : les Berthier
  - Danielle Darrieux : Béatrice Berthier, actrice, femme de François
  - Robert Lamoureux : François Berthier, scénariste et auteur dramatique
  - Mischa Auer (crédité Misha Auer) : Nicolas Pouchkoff, le producteur russe
  - Jacques Charon : Le maître d'hôtel
  - René Berthier : Le notaire
  - Jean-Louis Le Goff : Le cuisinier
  - Pierre Duncan : Un déménageur
  - Jimmy Perrys : Un déménageur

- Sketch : les Grimaldi
  - Louis de Funès : Cesare Grimaldi, le père, artiste italien
  - Marc Cassot : Benvenuto Grimaldi, le fils, peintre génial
  - Anne Caprile[7] : Carlotta Grimaldi, la fille prostituée
  - Andréa Parisy : La seconde fille Grimaldi
  - Anne Roudier : Madame Grimaldi
  - Albert Michel : Le sacristain, ami des « Grimaldi »
  - Fernand Sardou : Scarfatti, le conservateur du Louvre
  - Claire Gérard : Victorine, la balayeuse du Louvre
  - René Hell : client de la maquette de Grimaldi
  - Sylvain Lévignac : Un invité aux fiançailles
  - Palmyre Levasseur : Une invitée aux fiançailles
  - Rudy Lenoir : Un inspecteur
  - René Lefebvre-Bel : Un restaurateur de tableaux

- avec :
  - José Quaglio
  - Claude Arlay
  - Josée Doucet
  - Rodolphe Martin
  - Jacques Pruvost

## Appréciation critique
« On ne s'ennuie jamais, l'auteur a mieux que du bagout : il sait voir, entendre et retenir. Il a le sens de l'observation cocasse, du trait caricatural. Courteline, Jules Renard, Alphonse Allais, doivent compter parmi ses maîtres favoris. Parfois un peu de mélancolie apparaît sous le rire, et cette note fugitive nous touche plus qu'un long trémolo.[...] Tout le sketch du « mandataire aux Halles », par exemple, est à retenir : derrière la bouffonnerie se dissimule une très jolie étude de caractère... On n'en regrette que davantage certaines banalités, certaines concessions, que Carlo Rim semble se croire obligé de faire au public. »

— Jean de Baroncelli, Le Monde, 24 novembre 1954